# Steve Corica
Stephen Christopher Corica (Innisfail, 24 de março de 1973) é um ex-futebolista australiano. que atuava como meia

## Carreira
Corica representou a Seleção Australiana de Futebol, nas Olimpíadas de 1992 e 1996. 
Jogou também no Marconi Stallions, Leicester City, Wolverhampton, Sanfrecce Hiroshima, Walsall, e Sydney FC.